# Wilhelm Gebhardt (Politiker)
Wilhelm Gebhardt (* 28. Oktober 1897 in Schramberg; † 30. April 1974) war von 1948 bis 1962 Bürgermeister von Crailsheim. Von 1941 bis 1945 war er Mitglied der NSDAP.

## Frühe Jahre
Wilhelm Gebhardt wurde am 28. Oktober 1897 in Schramberg im Schwarzwald als Sohn eines Beamten geboren. Er besuchte die Volksschulen in Calw und Tübingen und später die Tübinger Oberrealschule bis zur Mittleren Reife. Ab 1912 begann seine Verwaltungslehre bei der Stadtverwaltung Lustnau.
Zwischen 1916 und 1918 nahm er als Unteroffizier am Ersten Weltkrieg teil. Als Auszeichnungen wegen Tapferkeit erhielt er die Württembergische Silberne Militärverdienstmedaille sowie das Eiserne Kreuz II. Klasse. Seine Zeit beim Militär beschrieb er in einer Bewerbung um einen Kreisratssitz 1953:

„Im 1. Weltkrieg trat ich vom I.R. (Infanterie-Regiment) 122 zum Württ. Gebirgsregiment über, das an beinahe sämtlichen Kriegsschauplätzen als Sturmtruppe zum Einsatz kam. Bei Kriegsende befand ich mich, vom Felde abkommandiert, beim Reserve-Offizierskurs in Münsingen.“

Nach dem Krieg besuchte er ab Oktober 1919 die Höhere Verwaltungsfachschule in Stuttgart mit dem Abschluss einer höheren Verwaltungsdienstprüfung im Jahre 1920. Die erste Anstellung erfolgte als Aktuar bei der Stadt Welzheim. Dort war er bis 1931 als Stadtpfleger tätig. Im Fragebogen der US-Militärregierung mit Datum vom 23. Februar 1946 sind für den Zeitraum 1931 bis 18. März 1933 mehrere unzusammenhängende Tätigkeiten angegeben.
Gebhardt war ab 1922 bis 1931 in erster Ehe verheiratet. Im Jahr 1933 erfolgte die zweite Eheschließung. Aus ihr gingen vier Kinder hervor; drei Mädchen ein Junge.
Ab dem 18. März 1933 begann seine Tätigkeit bei der Stadtverwaltung Crailsheim, zunächst als Obersekretär, später als Stadtinspektor. Nach eigenen Angaben aus oben zitierter Bewerbung sei er dort zuerst Leiter der Bürgermeisterkanzlei gewesen. In den Kriegsjahren habe er auch die Leitung des städtischen Steueramts und des Standesamts mit Ratsschreiberei übernommen.
Im Jahr 1939 war er einige Monate zur Wehrmacht zu einer Krankentransportabteilung eingezogen. Am 17. Oktober 1940 beantragte er die Aufnahme in die NSDAP und wurde zum 1. Januar 1941 aufgenommen (Mitgliedsnummer 8.847.159).

## Als Bürgermeister von Crailsheim
Mit Wirkung vom 17. Mai 1945 wurde Gebhardt von der amerikanischen Militärregierung als Bürgermeister von Crailsheim eingesetzt und löste somit Friedrich Fröhlich ab. Bereits im August desselben Jahres sollte er im Zuge der Entfernung aller Bürgermeister, die der NSDAP angehörten, wieder abgesetzt werden. Auf nachdrückliche Intervention des Landrats Karl Daurer wurde er jedoch erst im Februar 1946 entlassen. Daurer übernahm ihn nach seiner Absetzung zunächst ins Landratsamt.
Nachdem sein Spruchkammerverfahren abgeschlossen war, stand ihm die Bewerbung um öffentliche Ämter wieder offen. 1948 kandidierte er wieder für das Amt des Bürgermeisters und wurde mit deutlicher Mehrheit gewählt. Auch seine Wiederwahl 1954 war erfolgreich. Er wurde mit 94 Prozent der abgegebenen Stimmen – ohne Gegenkandidat – wiedergewählt. Im selben Jahr wurde er vom Bundespräsidenten mit dem Verdienstkreuz der Bundesrepublik Deutschland ausgezeichnet.

### Wirken als Bürgermeister
Gebhardt war in einer schwierigen Zeit Bürgermeister. Crailsheim wurde im Zweiten Weltkrieg schwer zerstört und so oblag der Wiederaufbau seinem Gestaltungswillen.
Im Oktober 1955 kam es zu einem Konflikt, als Einwohner des Crailsheimer Wohngebiets Fliegerhorst sich wütend an das Hohenloher Tagblatt wandten, um die dortige Situation der Volksschule West zu kritisieren. In einer ausführlichen Stellungnahme vor dem Gemeinderat verwies Gebhardt mit Nachdruck auf die großen Anstrengungen der Stadt zur Schaffung neuer Schulräume, gab aber auch ihre engen finanziellen Spielräume zu bedenken.

„Von Schulraumnot kann also nicht gesprochen werden, es wäre lediglich Sache der Schule entsprechend umzudisponieren. Wenn den Schülern des Fliegerhorstes der Weg nach Altenmünster oder der Weg zur Leonhard-Sachs-Schule oder Volksfestschule zugemutet werden könnte, und das ist meiner Ansicht nach der Fall, mindestens von den 3.- und 4.-Klässlern, dann könnten diese Schüler in schönen und neuesten Klassenräumen unterrichtet werden. Der eine oder andere Lehrer müsste allerdings schichten, das kann ihm aber zugemutet werden im Interesse der Kinder.“

1962 trat Gebhardt in den Ruhestand. Er verstarb am 30. April 1974.

## Rezeption
Nach ihm ist die Bürgermeister-Gebhardt-Straße im Baugebiet Mittlerer Weg in Crailsheim benannt.

## Einordnung der NS-Vergangenheit
Im Fragebogen der Militärregierung gab er über seine NS-Tätigkeiten zwischen 1933 und 1945 an, dass er von 1941 bis 1945 Mitglied der NSDAP gewesen sei, außerdem von 1937 bis 1945 in der Nationalsozialistischen Volkswohlfahrt und von November 1933 bis Dezember 1938 als Rottenführer in der SA-Reserve. Vor 1933 habe er die SPD gewählt. Die im August 1946 erfolgte Entnazifizierung erbrachte eine Einstufung als Mitläufer. Mehrere Personen bescheinigten ihm, dass er seine NS-Tätigkeiten nur aus dienstlichen Gründen und unter Druck ausgeübt habe. Er selbst schilderte sich als Opfer der Partei:

„Wurde im Sept./Okt. 1944 zu Schanzarbeiten nach Lothringen von der Kreisleitung der NSDAP kommandiert, was einer ausgesprochenen Strafe gleichzuachten war, zumal als Beamter.“